# Луговослинкина
Луговослинкина — деревня в Уватском районе Тюменской области. Входит в состав Горнослинкинского сельского поселения.

## География
Деревня находится на левом берегу реки Иртыш, на расстоянии примерно 40 км к югу от села Уват, административного центра района.

### Климат
Климат с продолжительной и холодной зимой с сильными ветрами и метелями, непродолжительным теплым летом, короткими переходными весенним и осенним сезонами. Среднемесячные значения изменяются от минус 22,0-19,2 °С в январе до плюс 16,9-17,6 °С в июле; при этом средняя температура зимних месяцев составляет минус 17,7-20,6 °С, летних — плюс 14,6-15,6 °С. Среднегодовое количество осадков составляет 559—676 мм. Устойчивый снежный покров образуется в среднем в конце октября. Число дней с устойчивым снежным покровом составляет 185—189 дней.

### Часовой пояс
Деревня Луговослинкина, как и вся Тюменская область, находится в часовой зоне МСК+2. Смещение применяемого времени относительно UTC составляет +5:00.

## История
Деревня известна с XVIII века, носила название Луговая. В 1990-е годы в состав деревни вошла деревня Тальнишная.

## Население
| 2010 |
| ---- |
| 42   |

### Национальный состав
Согласно результатам переписи 2002 года, в национальной структуре населения русские составляли 95 % из 66 чел.